# Arthur Wynne
Arthur Wynne, angleški urednik in ugankar, * 1862, Liverpool, Anglija,  † 1945
Wynne je leta 1913 v časniku New York World objavil prvo križanko, kakršno poznamo danes.